# Турист

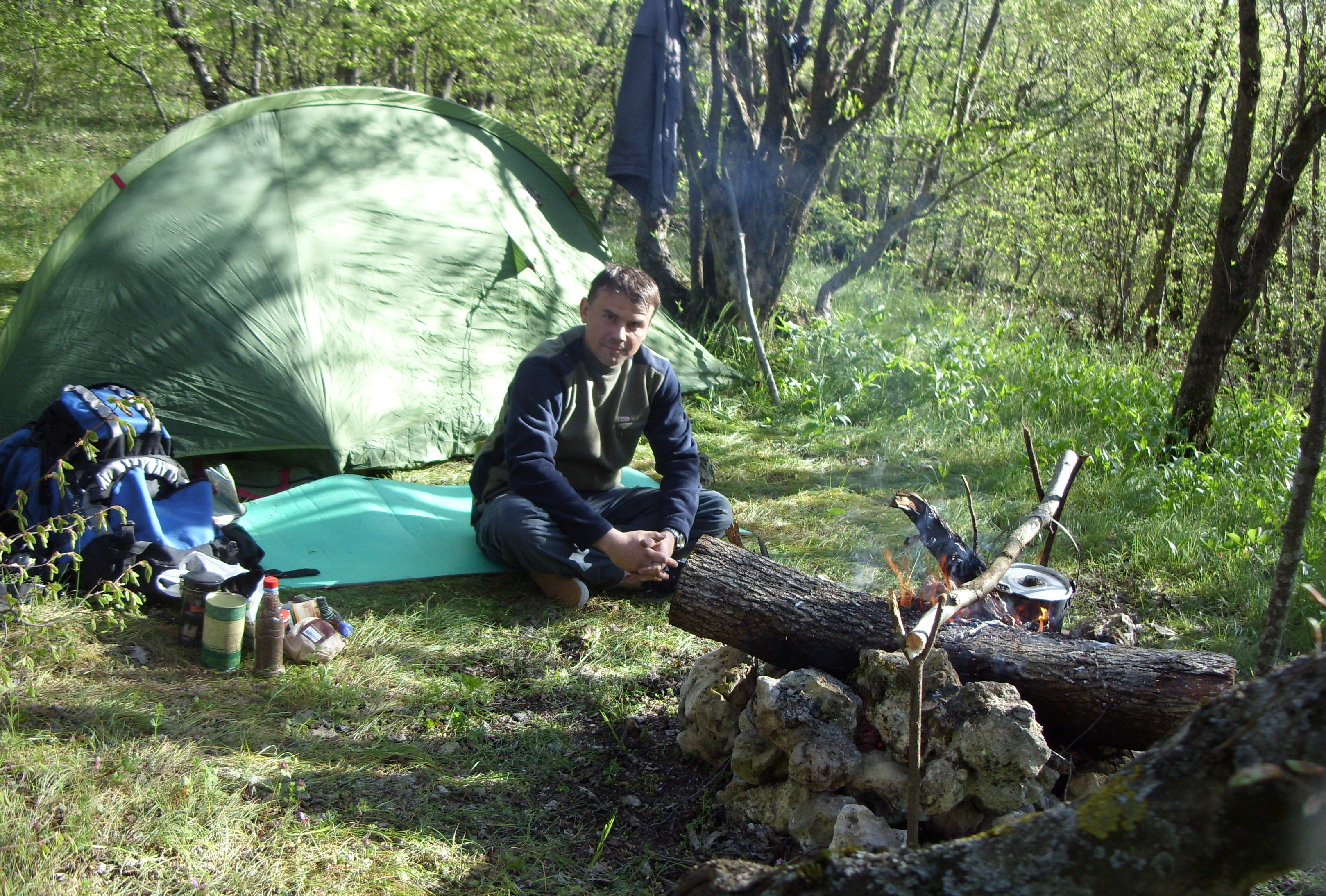
Піший турист на стоянці. Крим. Мангуп. 2009 р.

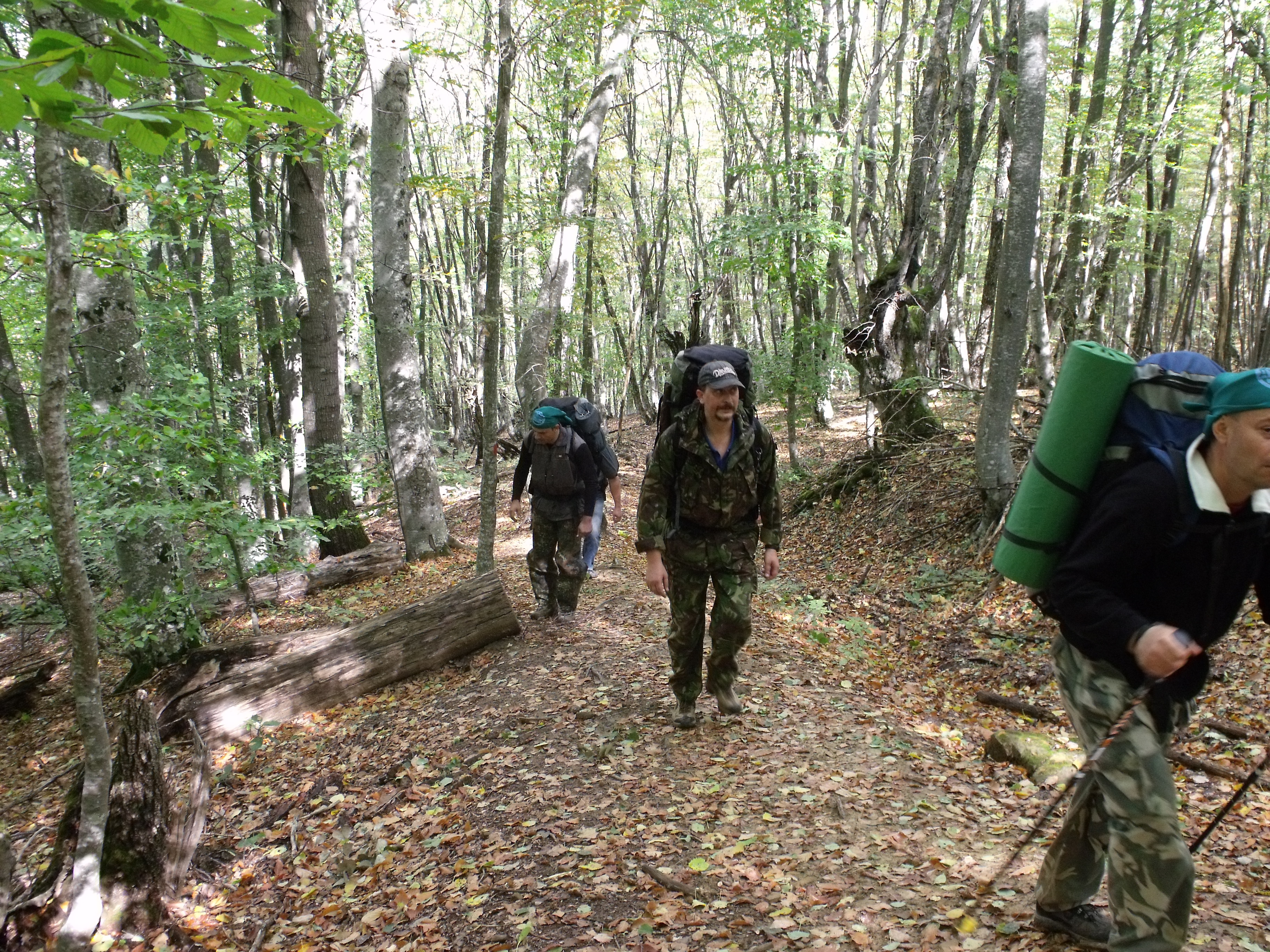
Українські туристи на маршруті. Крим. 2010 р.

Туристи у долині річки Апшинець в Українських Карпатах, 2010 р.

Тури́ст (мандрі́вни́к) — особа, яка здійснює подорож по Україні або до іншої країни з не забороненою законом країни перебування метою на термін від 24 годин до одного року без здійснення будь-якої оплачуваної діяльності та із зобов'язанням залишити країну або місце перебування в зазначений термін (із Закону України «Про туризм»).
Згідно із Законом України «Про туризм» в кожного туриста є обов'язкове страхування.

## Походження терміна
Любителя подорожувати стали називати туристом десь наприкінці XIX століття. Запозичене з французької мови слово мало тоді дещо глузливий відтінок, наближаючись за значенням до «гультяя» та «волоцюги».
Трохи пізніше настільний енциклопедичний словник витлумачив туризм як «подорож задля власної насолоди, розваги».
Міжнародні організації постійно звертаються до теми тлумачення термінології в туризмі, в основному з метою узгодження принципів міжнародної статистики.
У 1963 р. на Конференції ООН з міжнародного туризму в Римі було прийнято наступне визначення поняття «турист».
Турист — це споживач туру, туристичого продукту або туристичних послуг; тимчасовий відвідувач місцевості, населеного пункту, території або країни незалежно від його громадянства, національності, статі, мови та релігії; що знаходиться в цій місцевості не менше чим 24 годин, але не більше 12 місяців впродовж календарного року, або що знаходиться поза місцем свого проживання в межах своєї країни і що здійснює щонайменше одну ночівлю; який подорожуює заради задоволення або з пізнавальними, лікувальними, діловими цілями і який не займається при цьому в місці тимчасового перебування діяльністю, що оплачується з місцевого, джерела.
Вирізняють також поняття: міжнародний турист, внутрішній турист, екскурсант.

## Міжнародний турист
Міжнародний (іноземний) турист — особа, яка подорожує з метою туризму в іншу країну, що не є країною його звичайного місця проживання, і знаходиться за межами його звичайного середовища терміном не менше 24 годин, без зайняття оплачуваною діяльністю.
Міжнародними туристами вважаються особи, які подорожують:
- з метою відпочинку, лікування, відвідування родичів і т. д.;
- з метою участі в семінарах, конгресах (наукових, дипломатичних, релігійних, адміністративних, атлетичних і т. д.);
- з діловими цілями;
- в морському круїзі, навіть якщо вони залишаються на судні менше 24 год.

До категорії міжнародних туристів не відносяться і не враховуються в статистиці туризму:
- іноземні робітники;
- мігранти, включаючи утриманців і супроводжуючих;
- особи, які прибули з метою навчання терміном більше шести місяців;
- іноземні військовослужбовці, їх утриманці та члени сімей;
- працівники дипломатичних служб, а також утриманці, члени сімей, прислуга працівників дипломатичних служб;
- кочівники і біженці, вимушені переселенці;
- регулярно мігруючі в цілях пошуку роботи громадяни прикордонних районів;
- транзитні мандрівники;
- учасники групових поїздок на туристських потягах, що ночують у вагонах потягу;
- учасники групових поїздок на спальних автобусах, що ночують у салонах цих автобусів;
- члени екіпажів морських суден, залізничних потягів, що ночують на судні або у вагоні потягу;
- члени екіпажів повітряних суден, які не проводять ніч в місці відвідування;
- мандрівники, що проїжджають через країну без зупинки, навіть якщо їх подорож триває більше 24 год.

## Внутрішній турист
Внутрішній турист — тимчасовий відвідувач, який здійснює у відвідуваному місці як мінімум одну ночівлю, постійно мешкає у певній місцевості і подорожуює з метою туризму в іншу місцевість в межах своєї країни, але поза межами його звичайного проживання на термін, що не перевищує 12 місяців, і що не займається оплачуваною діяльністю в місці тимчасового перебування.
У публікаціях Національного комітету США з аналізу туристських ресурсів (1973 р.) було дано наступне визначення внутрішнього туриста: особа, яка подорожуює поза своїм місцем проживання, за умови переміщення більш ніж на 50 миль (в один кінець) з діловими, пізнавальними, особистими та іншими цілями, окрім зайняття оплачуваною діяльністю, і що здійснює одну ночівлю або повертається в той же день.
До категорії внутрішніх туристів не відносяться і не враховуються в статистиці внутрішнього туризму:
- постійні жителі, які переміщаються в інше місце або місцевість в межах країни з метою організації свого звичайного місця проживання, наприклад переселенці, особи, за якими-небудь мотивами що міняють своє місце проживання;
- особи, що переміщаються в інше місце в межах країни для зайняття діяльністю, оплачуваною з джерела у відвідуваному місці, наприклад тимчасові або сезонні, вахтові робітники;
- особи, що переміщаються з метою тимчасової роботи в установах в межах країни;
- особи, що регулярно переміщаються між місцевостями з метою оплачуваної роботи або навчання;
- військовослужбовці, що знаходяться під час виконання службових обов'язків або на маневрах, а також їхні утриманці, супроводжуючі та члени їх сімей;
- кочівники і біженці, а також вимушені переселенці;
- транзитні пасажири;
- учасники групових поїздок на туристських потягах, що ночують у вагонах;
- учасники групових поїздок на спальних автобусах, що ночують в салонах цих автобусів;
- члени екіпажів морських суден, залізничних потягів, що ночують на судні або у вагоні потягу;
- члени екіпажів повітряних суден, які не проводять ніч в місці відвідування.

## Екскурсант
Екскурсант — тимчасовий (одноденний) відвідувач місцевості, населеного пункту або країни, незалежно від його громадянства, статі, мови і релігії, знаходиться в цій місцевості в цілях туризму менш ніж 24 години.
До категорії екскурсантів належать пасажири яхт та інших круїзних суден, учасники туристських залізничних маршрутів.
Екскурсанти не враховуються в статистиці туризму.